# Nonnenbergmühle
Nonnenbergmühle, auch Jonasmühle genannt, ist ein Ortsteil der Gemeinde Fremdingen im bayerisch-schwäbischen Landkreis Donau-Ries.

## Lage
Die nur aus dem Mühlenanwesen bestehende Einöde liegt knapp 4,5 km südöstlich von Fremdingen, auf freier Flur am Mehlbachgraben, einem Quellbach der Wörnitz. Ein Verbindungsweg führt ins 1 km entfernte Herblingen.

## Geschichte
Kurz nach dem Dreißigjährigen Krieg erbauten die Freiherren von Welden die Nonnenbergmühle, um das Sudmalz für die Brauerei in Hochaltingen zu brechen. Sie legten einen Stauweiher und den Glöckles- und Enderlachweiher an. Im Jahre 1764 verkauften sie den Besitz an die Fürsten von Oettingen-Spielberg.
Mit dem Gemeindeedikt wurde 1818 Nonnenbergmühle ein Teil der neugeschaffenen Ruralgemeinde Herblingen. Diese wurde 1978 im Zuge der Gemeindegebietsreform aufgelöst und beide Orte in die Gemeinde Fremdingen eingegliedert.